# 等離激子學
等離激子学（Plasmonics，台灣譯為電漿子光學）是由美國加州理工學院應用物理及材料科學小組创立的。

## 创立
美國加州理工學院應用物理及材料科學小組, 用光波產生一種他們命名為Plasmon（「等離激子」, 台灣譯為電漿子）的電波, 把光信號塞到納米級結構之中。在2000年時把這門學問命名為等離激子學。

## 内容
電腦芯片設計師可以用等離激子電路, 建立高速數據傳輸通道, 讓大量數據在芯片中傳遞。
使用等離激子部件, 可以製造分辨能力更強的顯微鏡、更有效率的發光二極管、更靈敏的分子與生物探測器。